# Black Katharsis
Black Katharsis — первый мини-альбом финской блэк-метал-группы Satanic Warmaster, выпущенный в 2002 году на лейбле Northern Heritage Records.

## Отзывы критиков
Маттиас Нол из Chronicles of Chaos пишет: «Black Katharsis выдержан исключительно в медленном или среднем темпе, а все композиции сосредоточены на депрессивных и гораздо более атмосферных и эпических мелодиях, чем предыдущий материал. На этот раз запись немного более сбалансирована и легче усваивается, чем Strength and Honour, но остаётся сырой и вполне подходящей». Он также назвал альбом «отличной пластинкой завораживающего, меланхоличного и депрессивного блэк-метала».

## Список композиций
| №                   | Название                         | Длительность |
| ------------------- | -------------------------------- | ------------ |
| 1.                  | «Remembrance of Times Forgotten» | 6:42         |
| 2.                  | «Cursed Emperor»                 | 7:36         |
| 3.                  | «…Hiljaisuudesta»                | 3:40         |
| Общая длительность: | Общая длительность:              | 17:58        |

## Участники записи
- Lauri Penttilä (Satanic Tyrant Werwolf) — вокал, бас-гитара, ударные, клавишные
- Arttu Pulkkinen (Lord War Torech) — гитара